# 自由と佐藤隆太とラクティス
自由と佐藤隆太とラクティス（じゆうとさとうりゅうたとラクティス）はラジオ番組。TOKYO FM制作でJFN系列38局をネットして土曜または日曜に放送されている。5分番組。2007年2月～3月の期間限定で放送（なお、日曜に放送する局の最終回は4月1日）。スポンサーはトヨタ自動車発売のラクティス。

## 中心パーソナリティ
- 佐藤隆太 （ラジオDJ初挑戦。テレビCM出演を機に、私生活でもラクティスを購入、使用している）

## 放送時間（2007.2-3）
北海道　自由と日本全国とラクティスBlog　北海道版
- 北海道・AIR-G'　日曜12:55～

東北　自由と日本全国とラクティスBlog　東北版
- 青森・FM青森　日曜10:55～
- 秋田・FM秋田　土曜10:55～
- 岩手・FM岩手　土曜12:25～
- 宮城・Data FM　日曜10:55～
- 山形・FM山形　日曜09:55～
- 福島・ふくしまFM　土曜09:55～

関東　自由と日本全国とラクティスBlog　関東版
- 東京・埼玉・千葉・神奈川・山梨・TOKYO FM　日曜08:25～
- 栃木・茨城・FM栃木　土曜07:55～
- 群馬・FMぐんま　日曜12:55～

東海　自由と日本全国とラクティスBlog　東海版
- 新潟・FM NIGATA　土曜09:55～
- 長野・FM長野　土曜08:20～
- 静岡・K-MIX　日曜07:25～
- 愛知・FM AICHI　日曜12:55～
- 三重・radio CUBE FM三重　土曜09:55～
- 岐阜・Radio80　日曜09:55～
- 富山・FMとやま　土曜09:25～
- 石川・HELLO FIVE　土曜10:55～

関西　自由と日本全国とラクティスBlog　関西版
- 福井・FM福井　土曜09:25～
- 滋賀・e-radio　日曜11:55～
- 大阪・fm osaka　日曜14:55～
- 兵庫・Kiss-FM KOBE　土曜16:55～

中国・四国　自由と日本全国とラクティスBlog　中国・四国版
- 岡山・FM岡山　土曜10:55～
- 広島・HFM　土曜10:55～
- 島根・鳥取・V-air　日曜08:25～
- 山口・FMY　日曜12:55～
- 香川・be file　日曜12:55～
- 愛媛・JOEU-FM　土曜10:55～
- 徳島・FMとくしま　日曜10:55～
- 高知・Hi Six　土曜09:55～

九州・沖縄　自由と日本全国とラクティスBlog　九州版
- 福岡・fm fukuoka　土曜19:55～
- 長崎・fm nagasaki　日曜09:55～
- 佐賀・FMS　土曜10:55～
- 大分・Air Radio FM88　土曜18:55～
- 熊本・エフエムクマモト　日曜12:55～
- 宮崎・JOY FM　日曜09:15～
- 鹿児島・μFM　日曜14:55～
- 沖縄・FM沖縄　土曜10:55～

## 提供
- トヨタ・ラクティス

## 内容
オンエア曲は「佐藤隆太おすすめドライブミュージック」（略してODM）と称して紹介されていた。
- 第1回放送（2月3日、4日）

内容：ラクティスCM裏話
オンエア曲：KEMURI「PMA」
- 第2回放送（2月10日、11日）

内容：木更津の食堂の天丼
オンエア曲：PUFFY×東京スカパラダイスオーケストラ「ハズムリズム」
- 第3回放送（2月17日、18日）

内容：塚本高史との付き合い
オンエア曲：LONG SHOT PARTY「Take me to a space」
- 第4回放送（2月24日、25日）

内容：引越とテレビの運搬
オンエア曲：ウルフルズ「ナニワゲノム～ウルフルズ・メドレー～」
- 第5回放送（3月3日、4日）

内容：車の中でやるゲームとナンバープレート
オンエア曲：東京スカパラダイスオーケストラ「Come On!」
- 第6回放送（3月10日、11日）

内容：
オンエア曲：
- 第7回放送（3月17日、18日）

内容：
オンエア曲：